# Stephanos fra Alexandria
Stephanos fra Alexandria (Stephanus Alexandrinus) var en østromersk matematiker og filosof; han var lærer ved hoffet hos kejser Herakleios (ca. 610-641) i Konstantinopel.
Stephanos underviste og forelæste i Platon og Aristoteles, i geometri, aritmetik, astronomi og musik
og skrev adskilligt, blandt andet en kommentar til Aristoteles. Man har ligeledes antaget at Stephanos er forfatter til
adskillige apokryfe arbejder, jævnfør H. Usener:De Stephano Alexandrino commentatio (1880).
Af en kommentar til Isagoge af den syriske filosof og nyplatoniker Porfyr er der kun bevaret fragmenter.